# Puchar Uzdrowisk Karpackich
Wyścig o Puchar Uzdrowisk Karpackich, znany również pod nazwą Coupe des Carpathes – polski jednodniowy wyścig kolarski rozgrywany od 1999 corocznie w województwie podkarpackim.
W latach 2002–2004 znajdował się w kalendarzu UCI z kategorią 1.5. Od 2005 należy do UCI Europe Tour z kategorią 1.2.

## Zwycięzcy
Opracowano na podstawie:
| Rok  | Pierwsze              | Drugie             | Trzecie              |          |
| ---- | --------------------- | ------------------ | -------------------- | -------- |
| 1999 | Zbigniew Piątek       | Tomasz Brożyna     | Cezary Zamana        |          |
| 2000 | Piotr Wadecki         | Arkadiusz Wojtas   | Piotr Chmielewski    |          |
| 2002 | Tomasz Lisowicz       | Dariusz Skoczylas  | Zbigniew Wyrzykowski |          |
| 2003 | Ján Valach            | Roman Broniš       | Cezary Zamana        |          |
| 2004 | Arkadiusz Wojtas      | Marek Rutkiewicz   | Ołeksandr Kłymenko   |          |
| 2005 | Radosław Romanik      | Wojciech Pawlak    | Maroš Kováč          |          |
| 2006 | Roman Broniš          | Mart Ojavee        | Mariusz Witecki      |          |
| 2007 | Mateusz Mróz          | Kazimierz Stafiej  | Siergiej Firsanow    |          |
| 2008 | Mariusz Witecki       | Dariusz Baranowski | Maroš Kováč          |          |
| 2009 | Mathias Belka         | Jacek Morajko      | Ołeksandr Szejdyk    |          |
| 2010 | Marek Rutkiewicz      | Tomasz Marczyński  | Jacek Morajko        |          |
| 2011 | Jacek Morajko         | Marek Rutkiewicz   | Kristjan Fajt        |          |
| 2012 | Sylwester Janiszewski | Steffen Radochla   | Robert Radosz        |          |
| 2013 | Adrian Honkisz        | Karel Hník         | Jacek Morajko        |          |
| 2014 | Paweł Franczak        | Adam Stachowiak    | Ołeksandr Prewar     |          |
| 2015 | Adrian Honkisz        | Roman Majkin       | Łukasz Owsian        |          |
| 2016 | Antonio Parrinello    | Peeter Pruus       | Michał Podlaski      |          |
| 2017 | Maciej Paterski       | Paweł Bernas       | Marek Rutkiewicz     |          |
| 2018 | Maciej Paterski       | Michał Podlaski    | Mateusz Grabis       |          |
| 2019 | John Mandrysch        | Patrik Tybor       | Siim Kiskonen        |          |
| 2020 | odwołany              | odwołany           | odwołany             | odwołany |
| 2021 | odwołany              | odwołany           | odwołany             | odwołany |